# Elecciones vicepresidenciales de Ecuador de 1863
Elección del vicepresidente constitucional de la república al concluirse el período de Mariano Cueva Vallejo.

## Candidatos y Resultados
| Partido             | Vicepresidente           | Cargos Previos                     | Votos  | %     |
| ------------------- | ------------------------ | ---------------------------------- | ------ | ----- |
| Liberal             | Antonio Borrero Cortázar | Diputado por Azuay (1858 - 1863)   | 11.600 | 64.23 |
| Liberal Conservador | Carlos Aguirre Montúfar  | Ministro de Hacienda (1861 - 1862) | 6.459  | 35.76 |

Fuente: